# هوي هاوورث
هوي هاوورث (بالإنجليزية: Howie Haworth)‏ هو لاعب كرة قاعدة أمريكي، ولد في 27 أغسطس 1893 في نيوبيرغ في الولايات المتحدة، وتوفي في 28 يناير 1953 في تراوتدل في الولايات المتحدة.

## وصلات خارجية
- هوي هاوورث على موقعبيزبول رفرنس.كوم (الدوري الرئيسي) (الإنجليزية)